# 潘朵拉文件
潘朵拉文件（英語：Pandora Papers）是國際調查記者同盟自2021年10月3日起公布的1190万份泄露的文件，文件揭露多國領導人、政治家和名人利用離岸公司隱瞞資產、逃避稅務及迴避利益申報制度。在2021年10月的第一批泄密文件中，有100多名亿万富翁、29000个离岸账户、30名现任和前任领导人以及300名公职人员被点名，相關被瞞稅的資金據報高達32萬億美元，當中尚未包括不動產、藝術品及珠寶等非貨幣資產。

## 内容
國際調查記者同盟將這次洩露形容為他們對金融體系採取過的最廣泛調查行動。行動一共有來自117個國家約600名媒體記者參與，當中包括《華盛頓郵報》、英國廣播公司、《衛報》、香港《立場新聞》等新聞媒體。記者蒐集來自瑞士、英屬維京群島、巴拿馬、賽普魯士、貝里斯、阿拉伯聯合大公國、新加坡等國的14間金融服務公司洩露的約1190萬份文件，並進行分析，揭示35位現任和前任世界領導人及多國政要隱瞞資產，他們或會面臨貪污、洗黑錢和全球避稅等各種指控。潘多拉文件中包括了640万份文件，近300万张图片，约120万封电子邮件和近50万份电子表格，数据大小为2.94TB，规模超过了2016年披露的巴拿马文件。在文件發佈時國際調查記者同盟說它沒有確定文件來源。

## 涉事人物
文件的名單涉及到近100个国家的约400名官员，同时也牵涉到全球35位現任和前任国家元首和政府首脑。香港前特首董建華及梁振英、英国前首相托尼·布莱尔、捷克总理安德烈·巴比什、智利总统塞瓦斯蒂安·皮涅拉、肯亞總統乌胡鲁·肯雅塔、烏克蘭總統弗拉基米尔·泽连斯基、卡塔尔埃米尔塔米姆·本·哈邁德·阿勒薩尼、约旦国王阿卜杜拉二世、阿塞拜疆总统伊利哈姆·阿利耶夫均名列名單內。除了身兼政協副主席的兩位香港前特首外，全國人大河南省代表馮琪雅是唯一名列名單的中国大陆政治人物。在名單上也有企業界、運動界及演藝界等界別的人士，包括阿里巴巴集團董事局副主席蔡崇信、哥伦比亚歌手夏奇拉、印度板球运动员沙奇·德鲁卡、足球教练佩普·瓜迪奥拉及西班牙歌手胡利奥·伊格莱西亚斯等人物也牵涉其中。

## 文件
洩露的文件來自14家幫助客戶在保密管轄區建立公司的離岸服務供應商。
| 供應商                              | 文件      | 時間段    | 服務供應商成立地點 | 成立年份 |
| ----------------------------------- | --------- | --------- | ------------------ | -------- |
| All About Offshore Limited          | 270,328   | 2002–2019 | 塞舌尔             | 2007     |
| Alemán, Cordero, Galindo & Lee      | 2,185,783 | 1970–2019 | 巴拿马             | 1985     |
| Alpha Consulting Limited            | 823,305   | 1996–2020 | 塞舌尔             | 2008     |
| 盛亞信託                            | 1,800,650 | 1996–2019 | 香港               | 1978     |
| CCS Trust Limited                   | 149,378   | 2001–2017 |                    | 2005     |
| CIL Trust International             | 459,476   | 1996–2019 |                    | 1994     |
| Commence Overseas Limited           | 8,661     | 2004–2017 | 英屬維爾京群島     | 1992     |
| Demetrios A. Demetriades LLC        | 469,184   | 1993–2021 | 賽普勒斯           | 1966     |
| Fidelity Corporate Services Limited | 213,733   | 1998–2019 | 英屬維爾京群島     | 2005     |
| Glenn D. Godfrey and Company LLP    | 189,907   | 1980–2019 |                    | 2003     |
| Il Shin                             | 1,575,840 | 1996–2020 | 香港               | 2004     |
| Overseas Management Company Inc     | 190,477   | 1997–2020 | 巴拿马             | 1961     |
| SFM Corporate Services              | 191,623   | 2000–2019 | 瑞士 阿联酋        | 2006     |
| 恒泰信託（BVI）有限公司             | 3,375,331 | 1970–2019 | 英屬維爾京群島     | 1986     |

## 反應

### 亞洲
- 香港：特首林鄭月娥拒絕評論有關報告以及現屆政府會否跟進事件，僅稱港府有「非常穩健」的利益申報制度[16]。在文件中被點名的前特首梁振英則指相關報導存在誤導，聲稱只有直接持有的股權才需要申報，間接持有及買賣股權不用申報，又反控參與調查的立場新聞是「外國代理人」[17]。廉政公署前調查主任查錫我表示透過離岸公司迂迴持有資產及買賣股權不是申報制度的原意[18]，梁振英應解釋為何要間接持有及買賣股權又不申報，如果是制度漏洞政府便有責任堵塞。香港理工大學專業及持續教育學院講師陳偉強憂慮未來會有官員利用申報制度的漏洞，透過子公司或親屬交易進行貪污[19]。
- 约旦：約旦政府稱洩密事件中關於阿卜杜拉二世國王的說法是「歪曲的」，而國王本人則譴責他所謂的「反約旦的運動」。[20]
- 印度：印度財政部（英语：Ministry of Finance (India)）承諾將對事件進行調查，並在必要時採取適當的法律行動。[21]
- 黎巴嫩：黎巴嫩總理納吉布·米卡提和前總理哈桑·迪亞布否認有任何不當行為。[22][23]
- 巴基斯坦：巴基斯坦总理伊姆蘭·汗表示，潘多拉文件中提到的所有公民都將受到調查，並會在發現不當行為時採取適當行動。[24][25]
- 马来西亚：反對黨領袖安华·依布拉欣呼籲在議會中討論潘多拉文件的內容，因為包括當時現任財政部長东姑赛夫鲁以及前財政部長戴姆-扎因丁（英语：Daim Zainuddin）在內的幾名官員在洩密文件中被點名。[26]
- 斯里蘭卡：总统戈塔巴雅·拉贾帕克萨下令贿赂委员会调查潘多拉文件中提到的斯里兰卡人。[27]
- 印度尼西亞：经济协调部长艾爾朗加·哈爾達多（英语：Airlangga Hartarto）和海洋事务与投资协调部长卢胡特·潘杰坦（英语：Luhut Binsar Pandjaitan）在文件中被点名。艾尔朗加聲稱他不知道他在英属维尔京群岛拥有的公司所進行的交易。卢胡特否认与一家印尼国有石油公司合作。[28]

### 歐洲
- 欧洲联盟：歐盟經濟專員（英语：European Commissioner for Economy）保羅·真蒂洛尼告诉欧洲议会，欧盟委员会将在今年年底前提出新的立法建议，以解决避税和逃税问题。[29]
- 英国：布雷尔夫妇否认有任何不当行为。他们的发言人说：「布雷尔夫妇对他们的所有收入都全额纳税。而且从未使用离岸计划来隐藏交易或避税。」[30]
- 捷克：捷克國家警察局（英语：Police of the Czech Republic）承諾對潘多拉文件中提到的任何公民進行調查，包括時任總理安德烈·巴比什[31]。巴比什否認有任何不當行為，並聲稱洩密的時間點和內容旨在影響即將舉行的立法選舉。[32]
- 愛爾蘭：愛爾蘭副總理李歐·瓦拉德卡表示爱尔兰政府和立法机构将立即采取行动，堵塞税收或公司法中允许个人和企业将该国作为离岸地点的任何漏洞。[33]
- 俄羅斯：总统普京的发言人德米特里·佩斯科夫驳斥了对普京的指控。[34] 俄羅斯外交部發言人玛丽亚·扎哈罗娃指根據相關文件「美國才是最大的避稅天堂。南達科他州共有數十億美元的資金被指涉及金融犯罪。」[22]
- 乌克兰：總統澤倫斯基否認有任何不當行為。[35]

### 北美洲
- 美国：美國國務院宣布他們將調查潘多拉文件中公佈的信息。[36]美國樂施會高級宣傳經理羅伯特·西爾弗曼在一份聲明中指：「潘朵拉文件再一次嚴厲地警醒國人，美國有兩套不同的稅務制度。一個是專為有人脈的超級富豪準備的，而另一個就是其他人用的。」[22]
- 墨西哥：總統洛佩斯·奥夫拉多尔表示，他將推動對洩密事件中提到的任何國民進行調查[37]。

### 中美洲和加勒比海地区
- 巴拿马：據報國家檢察院（西班牙语：Procuraduría General de la Nación (Panamá)）正在分析洩密內容，為刑事調查尋找依據。[38][39]
- ：總統路易斯·阿比納迪爾否認有任何不當行為。[40]

### 南美洲
- ：總統吉列尔莫·拉索否認有任何不當行為[41]。他說他自願配合潘多拉文件的調查。至於他在文件中被點名，他說「文件當中提到的大多數社團在過去已經合法解散，我與那些可能仍然存在的社團沒有聯繫。」[42]
- 智利：總統塞瓦斯蒂安·皮涅拉否認在避稅港有隱藏資產。[43]
- 乌拉圭：乌拉圭打击洗钱和恐怖主义融资国家秘书处开始依职权对设在蒙得维的亚的律师事务所進行調查，找出他們有否為全球客户提供离岸实体服務。[44]

### 非洲
- ：總理帕特里克·阿奇（英语：Patrick Achi）譴責「惡意使用」相關信息的行為。[41]
- ：总统乌胡鲁·肯雅塔说，潘多拉文件将有利于提高透明度，并表示当他从結束外訪回國時将作出全面回应。他此前曾要求所有公务员对其财富进行说明。[45]

## 外部連結
- 國際調查記者同盟官網上的潘朵拉文件 （页面存档备份，存于）